# Hypolycaena latefasciata
Hypolycaena latefasciata är en fjärilsart som beskrevs av Abel Dufrane 1953. Hypolycaena latefasciata ingår i släktet Hypolycaena och familjen juvelvingar. Inga underarter finns listade i Catalogue of Life.